# Międzynarodowy Festiwal Dziecięcy w Szybeniku
Międzynarodowy Festiwal Dziecięcy w Szybeniku (chorw. Međunarodni Dječji Festival) – festiwal organizowany w Szybeniku na przełomie czerwca i lipca już od 1958 roku, na który zjeżdżają dziecięce zespoły muzyczne i grupy teatralne. Był on inicjatywą grupy entuzjastów zakochanych w sztuce dla dzieci i szybko stał się festiwalem o znaczeniu międzynarodowym pod patronatem UNICEF i UNESCO. Organizowane są przedstawienia kukiełkowe i warsztaty dla dzieci.